# Makler
Makler este un ziar de publicitate și informații.
A apărut prima oară în ianuarie 1991.
Este publicat și distribuit în Republica Moldova, regiunile Odesa și Nikolaev din Ucraina. 

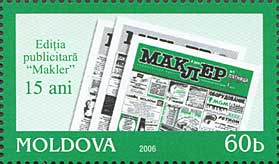
Timbru poștal dedicat aniversării apariției ziarului

## Istorie
- Ianuarie 1991  — apare primul număr al ziarului în municipiul Chișinău
- Martie 1992  - ziarul apare de două ori pe săptămână
- Septembrie 1995  — este publicat un ziar în orașul Odessa
- August 1996  — apare ziarul în orașul Bălți
- Decembrie 1997  — apare ziarul în orașul Tiraspol
- Decembrie 2000  — este publicat un ziar în orașul Rîbnița
- Ianuarie 2002  — ziarul este publicat în orașul Nicolaev
- Iunie 2010  — lansarea noului portal Makler.md